# Amazonas (brazilský stát)
Amazonas je rozlohou největší stát v Brazílii. Leží na severu jejího území v Severním regionu, a jeho hlavním městem je Manaus.

## Historie
Stát Amazonas byl vytvořen v roce 1850 v Brazílii, název pochází od řeky Amazonky.

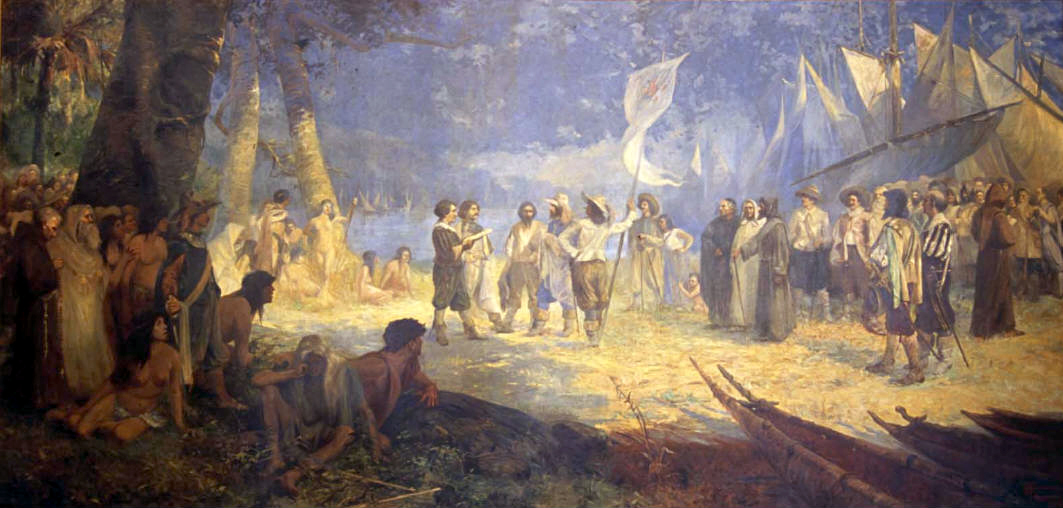
Dobytí Amazonka, 1907
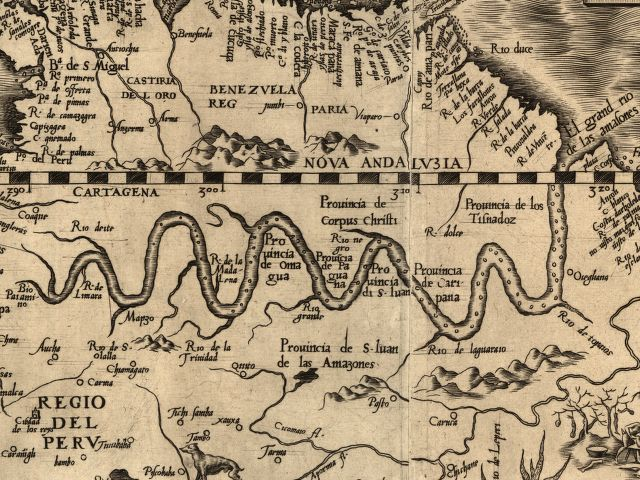
Povodí Amazonky na mapě Diego Gutierre de America, 1592
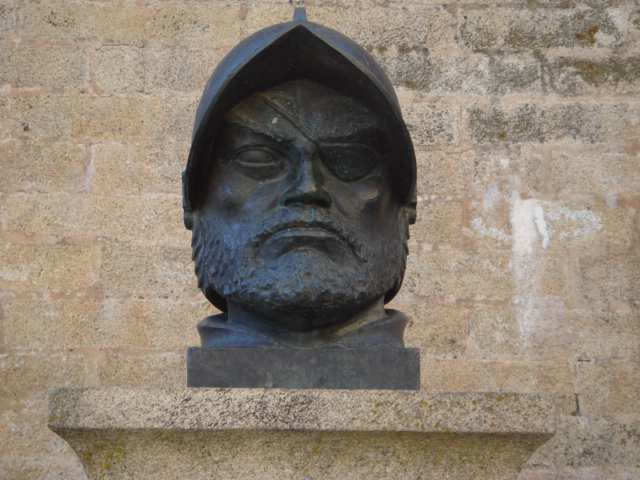
Tvář Francisco de Orellana, průkopník cestovatel řeka Amazonky.

## Geografické poměry
Amazonas sousedí s brazilskými státy Roraima, Pará, Mato Grosso, Rondônia, Acre.Sousedí také s Peru, Kolumbií a Venezuelou.Většinu území pokrývá deštný prales.Na severu státu se nachází nejvyšší hora Brazílie Pico da Neblina.

## Fotogalerie z Amazonas

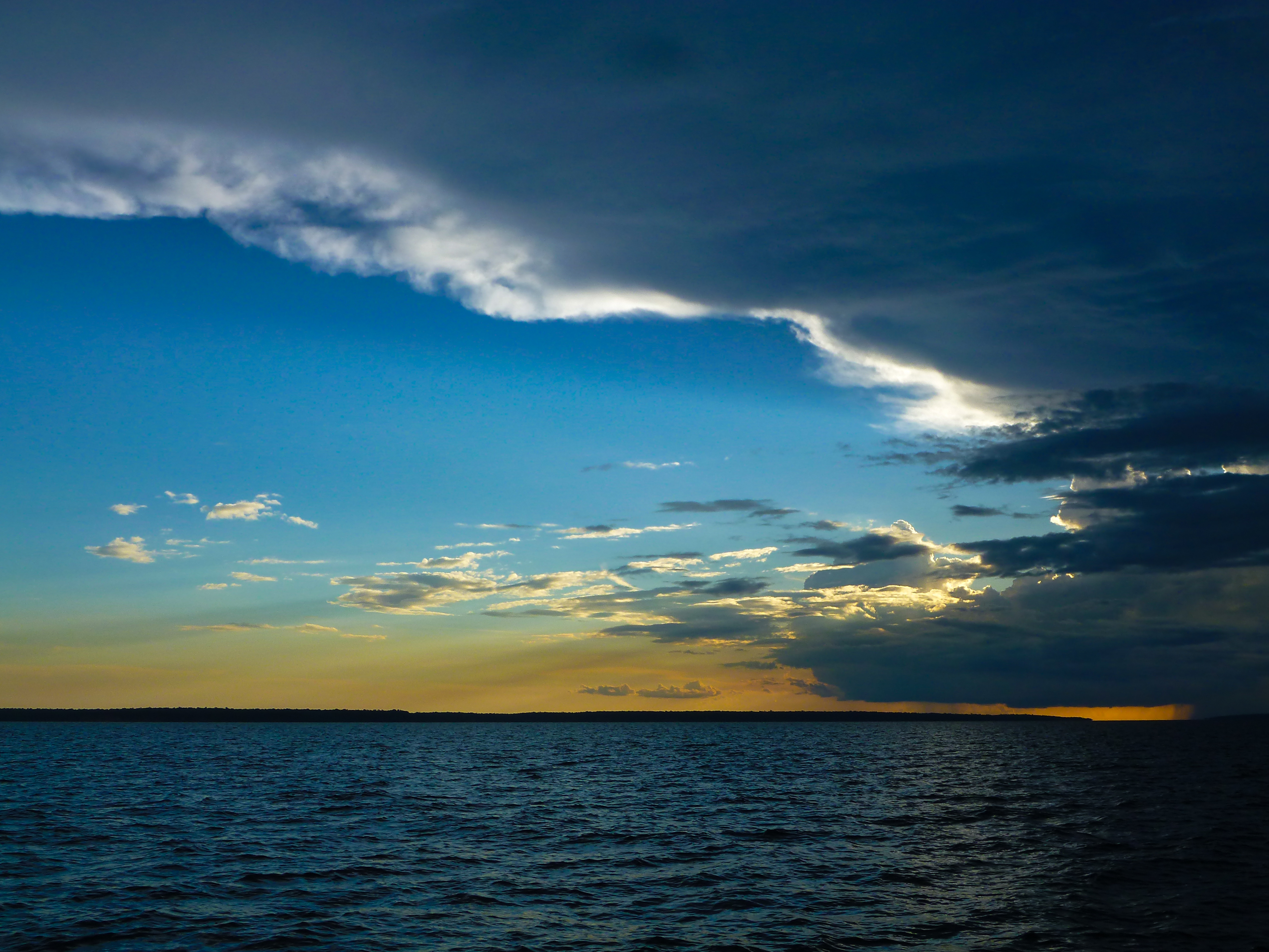
Řeka Negro, Amazonas
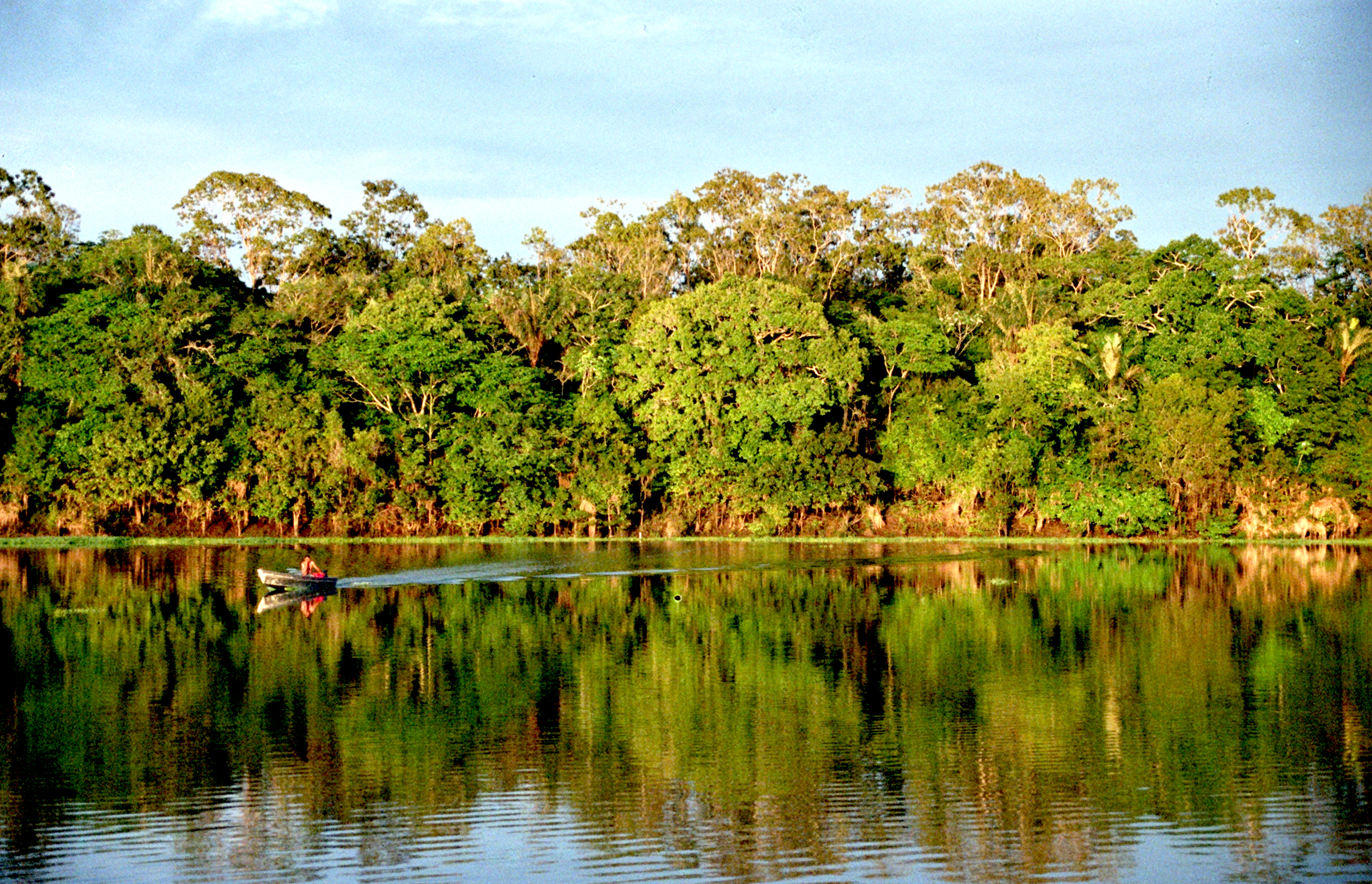
Amazonský deštný prales.
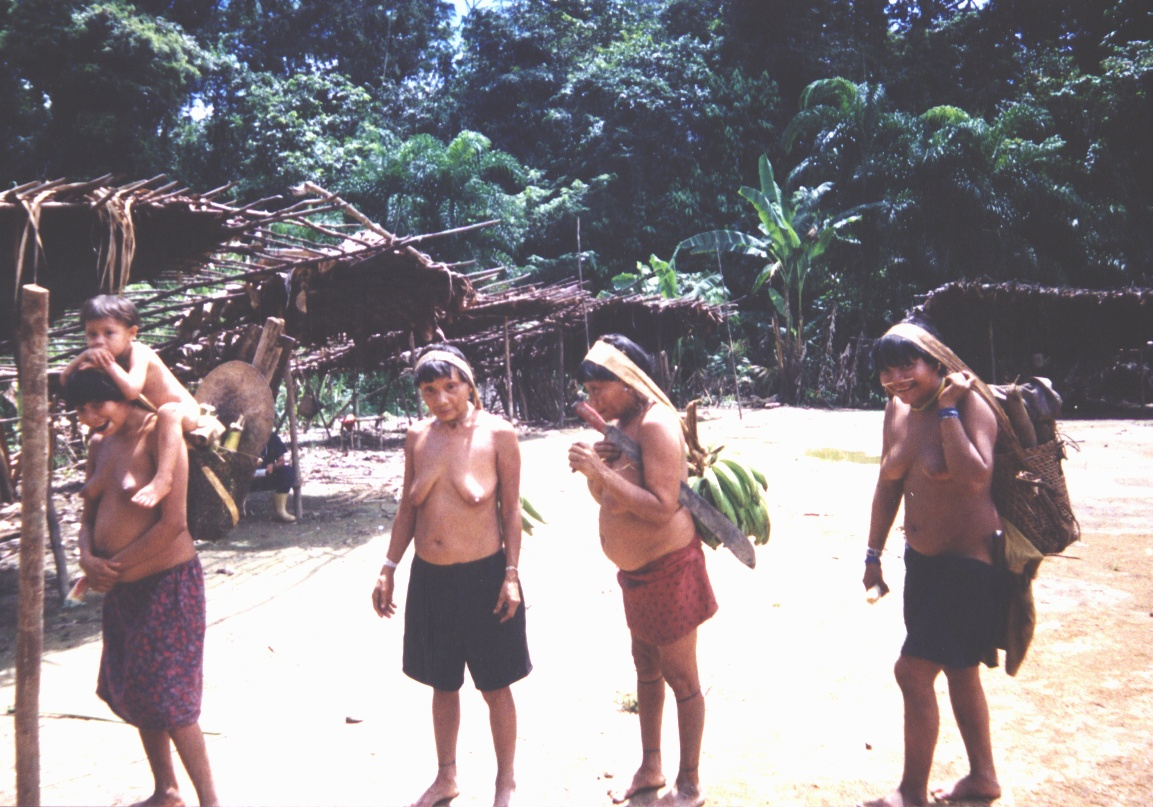
Indiánů Janomamové.
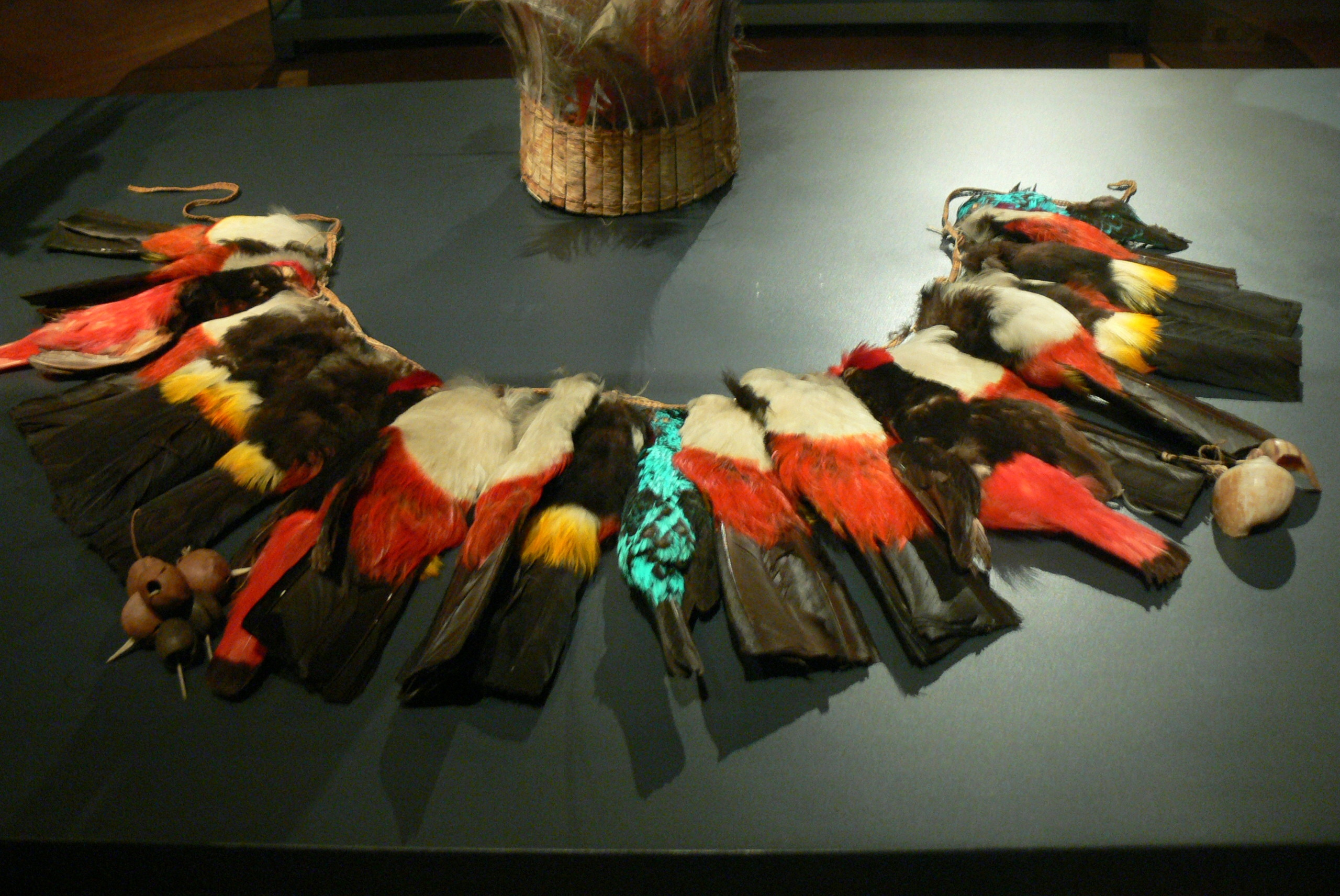
Náhrdelník Ticuna.
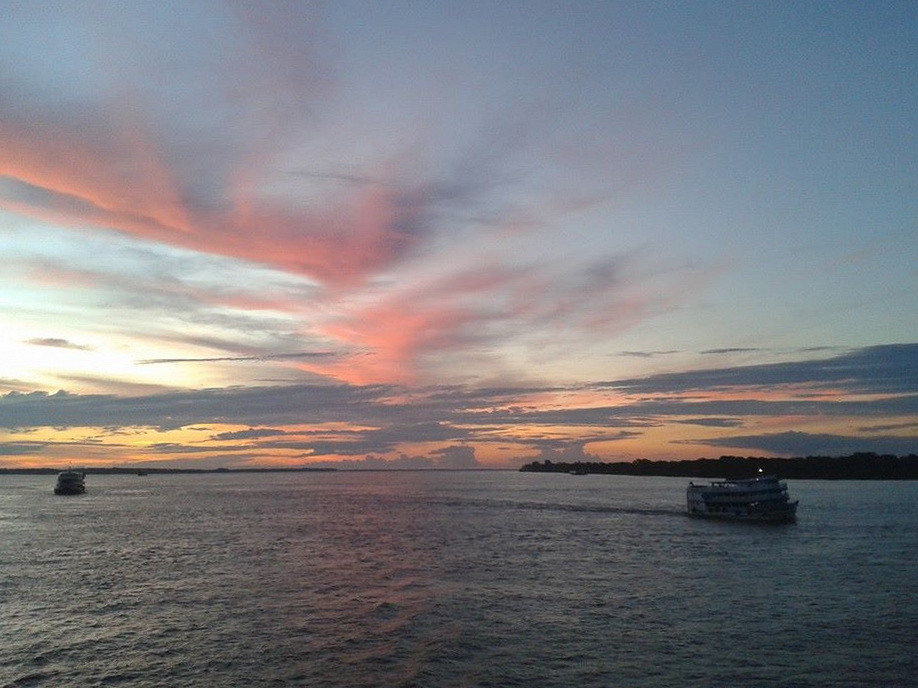
Řeka Amazonka.
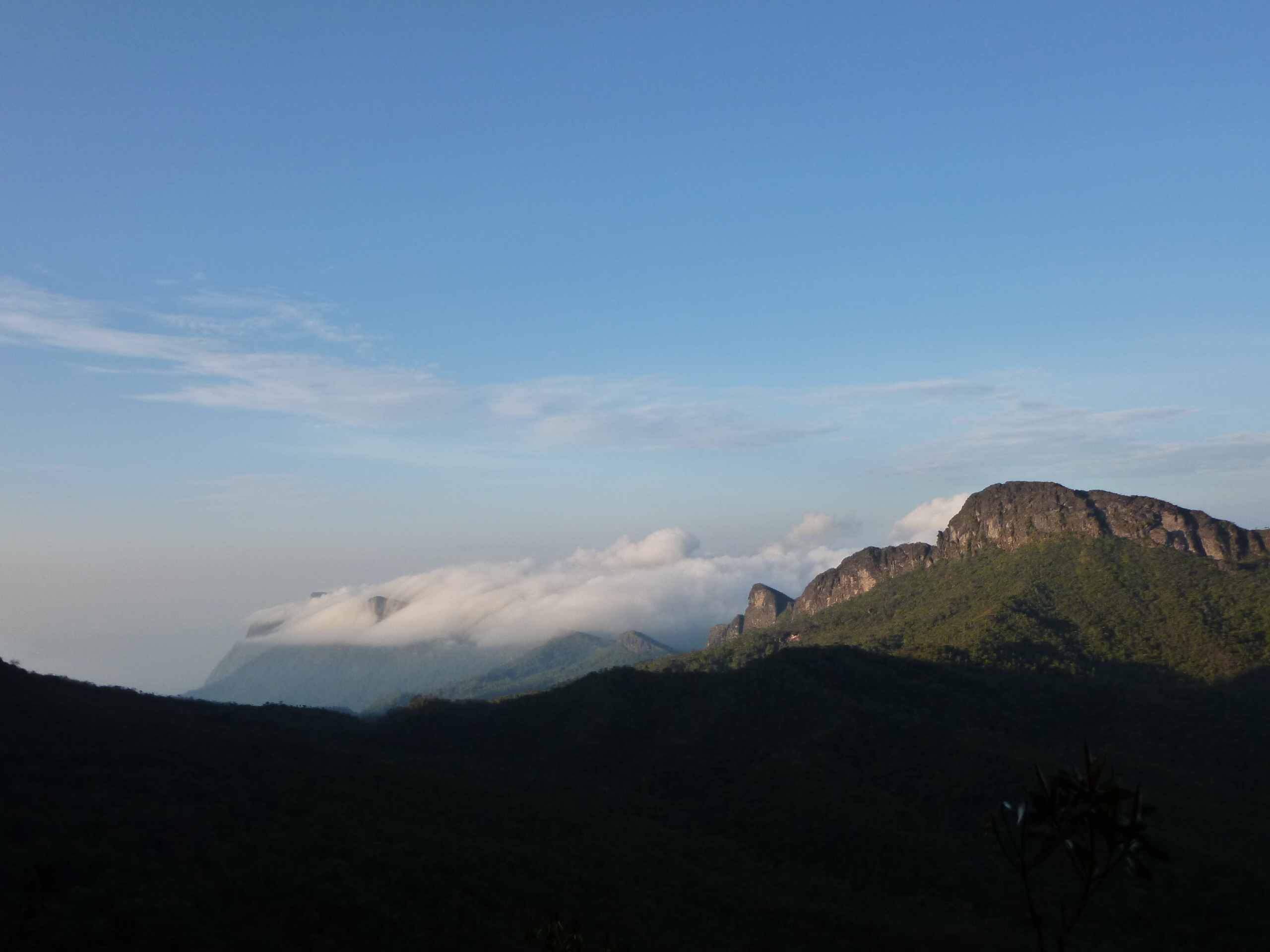
je nejvyšší hora Pico da Neblina, severní stát Amazonas, Brazílie.
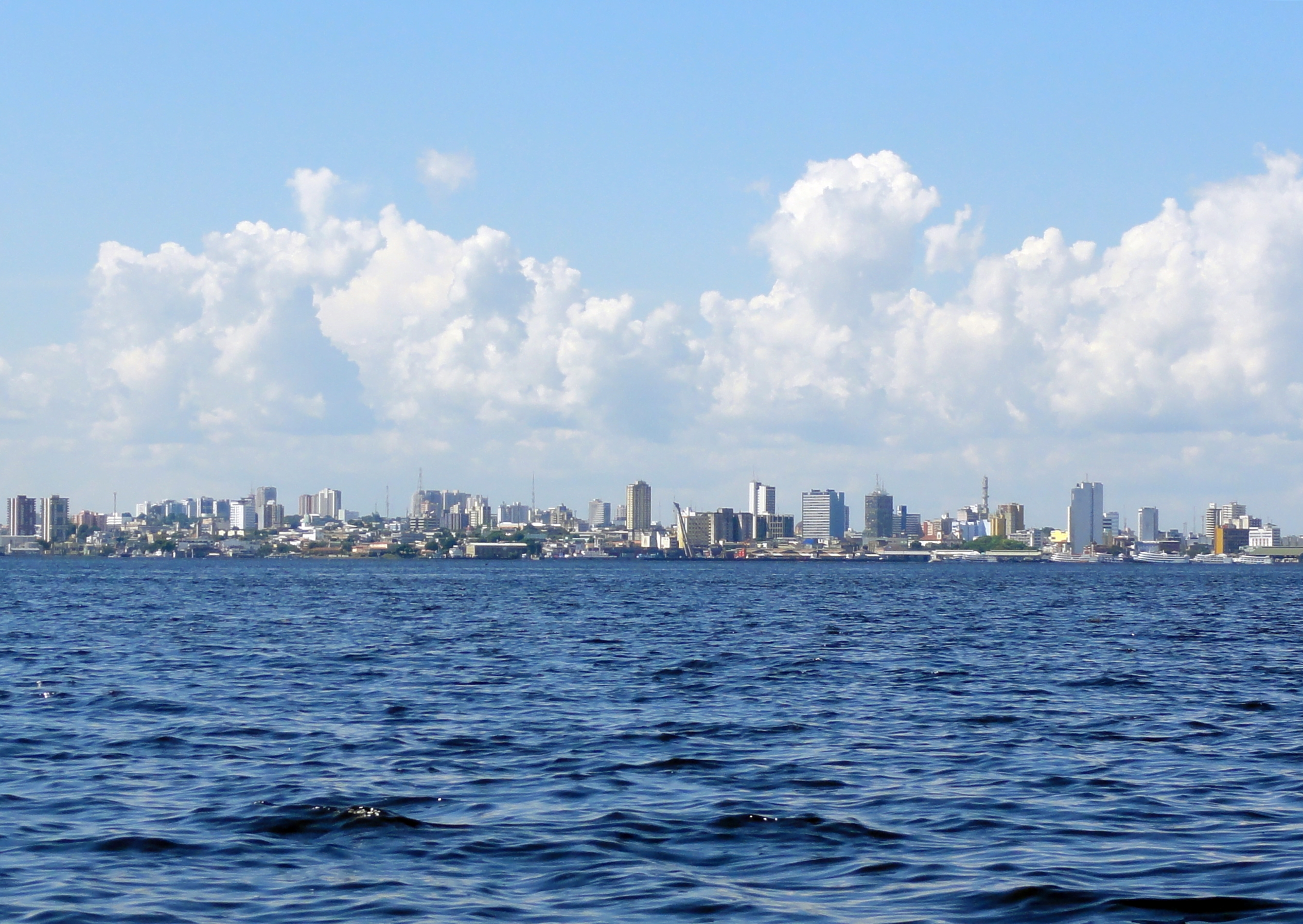
Města Manaus, hlavní město a hlavní město státu.

## Demografie
- V roce 2010 zde žilo 3 480 937 obyvatel, hustota osídlení byla 2,1 obyv./km²
- Podíl městského obyvatelstva 77,6 %
- Průměrný roční přírůstek obyvatel 3,3 % (1991–2000)
- Počet domů 819 000
- 2 489 793 obyvatel (74,3 %) tvoří míšenci Evropanů, Afričanů a původních indiánů, tzv. pardos
- 703 000 (21 %) jsou běloši
- 144 000 (4,3 %) jsou černoši
- 13 000 (0,4 %) jsou Asiaté a původní indiáni

## Zajímavosti
- Osobní automobily: 351 536 (březen/2007)
- Mobilní telefony: 1 400 000 (duben/2007)
- Telefony: 457 000 (duben/2007)
- Počet měst: 143 (2007).